# Parkin
Parkin is een plaats (city) in de Amerikaanse staat Arkansas, en valt bestuurlijk gezien onder Cross County.

## Demografie
Bij de volkstelling in 2000 werd het aantal inwoners vastgesteld op 1602.
In 2006 is het aantal inwoners door het United States Census Bureau geschat op 1518, een daling van 84 (-5,2%).

## Geografie
Volgens het United States Census Bureau beslaat de plaats een oppervlakte van
6,6 km², geheel bestaande uit land. Parkin ligt op ongeveer 57 m boven zeeniveau.

## Plaatsen in de nabije omgeving
De onderstaande figuur toont nabijgelegen plaatsen in een straal van 32 km rond Parkin.